# Copa da Escócia de 1891–92
A Copa da Escócia de 1891-92 foi a 19º edição do torneio mais antigo do futebol da Escócia. O campeão foi o Celtic F.C., que conquistou seu 1º título na história da competição ao vencer a final contra o Queen's Park F.C., pelo placar de 1 a 0.

## Premiação
| Copa da Escócia de 1891-92      |
| Escócia                         |
| ------------------------------- |
| Celtic F.C. Campeão (1º título) |